# Panilleuse
 Panilleuse  là một xã thuộc tỉnh Eure trong vùng Normandie miền bắc nước Pháp.